# TV.com
TV.com – strona internetowa poświęcona serialom, założona 1 czerwca 2005 przez CNET Networks.
Strona skupia się na angielskojęzycznych widowiskach w Stanach Zjednoczonych, Wielkiej Brytanii, Kanadzie, Australii, Japonii, i Irlandii.